# قتاد بيوتي
القَتَاد البيوتي (باللاتينية: Astragalus boeticus) نوع نباتي عشبي من جنس القتاد. سمي نسبة إلى منطقة بيوتيا في اليونان.

## البيئة والانتشار
موطنه بلاد الشام والمغرب العربي ومصر وتركيا ومعظم مناطق حوض البحر الأبيض المتوسط.

## مرادفات للاسم العلمي
- (باللاتينية: Astragalus baeticus L.)
- (باللاتينية: Astragalus uncinatus Bertol.)
- (باللاتينية: Astragalus uncinatus Moench (provisional))
- (باللاتينية: Tragacantha boetica (L.) Kuntze)
- (باللاتينية: Triquetra boetica (L.) Medik.)